# The Weather Underground (film)
The Weather Underground är en amerikansk dokumentärfilm från 2002, regisserad av Sam Green och Bill Siegel. Dokumentärfilmen handlar om starten och slutet på den militanta och revolutionära vänstergruppen The Weather Underground (eller The Weathermen, som de hette från början), vilken var aktiv mellan 1969 och 1977. I The Weather Underground förekommer många arkivbilder från gruppens aktiva tid samt intervjuer med medlemmarna från efter gruppens aktiva tid. Dokumentärfilmen vann en Audience Choice Award på Chicago Underground Film Festival och nominerades till en Oscar för bästa dokumentär från år 2003, men förlorade till The Fog of War.
The Weather Underground hade premiär på San Francisco Film Arts Festival den 17 november 2002.